# Totma
Totma (ryska То́тьма) är en stad i Vologda oblast i Ryssland. Folkmängden uppgår till cirka 10 000 invånare.